# Break My Soul
"Break My Soul" é uma canção da cantora e compositora norte-americana Beyoncé, gravada para seu sétimo álbum de estúdio Renaissance (2022). Foi escrita e produzida pela própria cantora ao lado de Tricky Stewart e The-Dream, com escrita adicional fornecida por Jay-Z, Adam Pigott, Big Freedia, Allen George e Fred McFarlane. A canção foi lançada em 20 de junho de 2022 como o primeiro single do álbum.

## Antecedentes
Em uma entrevista à British Vogue em junho de 2022, Beyoncé anunciou seu sétimo álbum de estúdio, Renaissance, com lançamento previsto para 29 de julho, e o chamou de "seu projeto musical mais ambicioso até o momento". O título da canção e sua data de lançamento foram revelados através das biografias das redes sociais da cantora em 20 de junho de 2022; nenhum outro anúncio foi feito. Vários serviços de streaming, incluindo Spotify e Apple Music, confirmaram imediatamente a notícia.
"Break My Soul" foi revelada como o título do primeiro single do álbum. Originalmente planejada para ser lançada à meia-noite no horário do leste de 21 de junho para coincidir com o solstício de junho de 2022, a canção foi lançada no serviço de streaming de música Tidal e no YouTube duas horas antes, em 20 de junho. "Break My Soul" marca o primeiro single de Beyoncé de um álbum de estúdio solo em seis anos.
Robin S. disse ao programa matinal Good Morning Britain que só descobriu que "Show Me Love" havia sido sampleada quando seu filho ligou para ela para dizer que ela estava nos principais assuntos no Twitter. Ela disse aos anfitriões que estava grata e aberta a colaborar com Beyoncé no futuro. A amostragem também levou a cantora a ser inundada com pedidos de gravadoras, corporações e outros artistas para licenciar as gravações master da canção para vários propósitos. Robin S. elogiou ainda mais Beyoncé por reconhecer e apreciar sua música, chamando-a de "um dos maiores elogios de todos os tempos".

## Estrutura musical
O escritor da Pitchfork, Matthew Strauss, descreveu a música como "uma música de dança que se destina a marcar o início de uma nova era com novos hinos". Mikael Wood, do Los Angeles Times, chamou a faixa de "uma jam house ao estilo da década de 1990", com letras que conectam a música "explicitamente às suas raízes nas comunidades negras e queer". Liricamente, a faixa mostra Beyoncé "usando sua voz mais rouca para descrever uma busca pela libertação de um trabalho esmagador...". No refrão, "[o] título é invertido" enquanto Beyoncé canta "Você não vai quebrar minha alma". A faixa contém uma interpolação de "Explode", de Big Freedia, e "Show Me Love", sucesso da década de 1990 por Robin S.

## Histórico de lançamento
| Região | Data                | Formato(s)                 | Gravadora(s) | Ref.   |
| ------ | ------------------- | -------------------------- | ------------ | ------ |
| Várias | 21 de junho de 2022 | Digital download streaming | Parkwood     | [ 17 ] |

## Paradas semanais
| Billboard Hot 100 (Estados Unidos) | 1 |
| ---------------------------------- | - |

A canção permaneceu por 6 semanas consecutivas no topo da parada americana.